# Maria Goretti

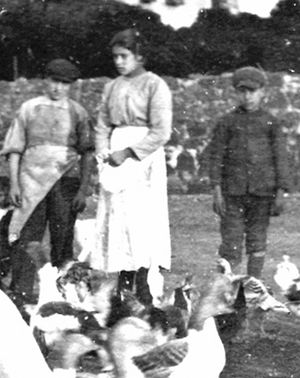
Die hl. Maria Goretti mit ihrer Familie, wenige Monate vor ihrem Tode, 1902

Maria Goretti (* 16. Oktober 1890 in Corinaldo bei Ancona; † 6. Juli 1902 in Nettuno) war das älteste Mädchen einer italienischen Bauernfamilie. Nach einer versuchten Vergewaltigung durch Alessandro Serenelli starb sie 1902 an den Folgen der Gewaltanwendung. 1947 wurde sie von der römisch-katholischen Kirche als Märtyrerin selig, 1950 heiliggesprochen.

## Leben
Maria Goretti („Marietta“) war das älteste von fünf Kindern des Bauern Luigi Goretti und seiner Ehefrau Assunta Carlini. Als Maria neun Jahre alt war, zog die Familie in das Dorf Le Ferriere nahe Nettuno, da sie vom Ertrag der Felder nicht mehr leben konnte. Nach einem Jahr starb Marias Vater an Malaria. Von nun an war Maria gemeinsam mit ihrer Mutter für die Versorgung ihrer Geschwister verantwortlich. Der zwanzigjährige Alessandro Serenelli, der Sohn des Verpächters, der im selben Haus wohnte, stellte ihr jedoch ständig nach und belästigte sie. Am 5. Juli 1902 versuchte er schließlich, das elfjährige Mädchen zu vergewaltigen. Maria wehrte sich zwar mit aller Kraft, doch schließlich zückte der Mann eine Ahle und stach vierzehnmal auf sie ein. Dabei rief Maria mehrmals aus: „Das ist Sünde, Alessandro, du kommst in die Hölle.“ Schwerverletzt wurde Maria in das Krankenhaus zu Nettuno eingeliefert, wo sie jedoch einen Tag später starb. Noch auf dem Sterbebett vergab sie ihrem Peiniger.
Alessandro Serenelli wurde zu 30 Jahren Zwangsarbeit verurteilt. Er berichtete, dass er durch einen Traum, in dem sein Opfer ihm erschien und ihm vierzehn Lilien schenkte, reumütig wurde. An Weihnachten 1928 wurde er wegen guter Führung vorzeitig aus der Haft entlassen und bat Marias Mutter um Vergebung, die sie ihm gewährte. Im Kloster der Kapuziner von Macerata arbeitete er als Gärtner und trat in den dritten Orden des hl. Franziskus ein.

## Verehrung

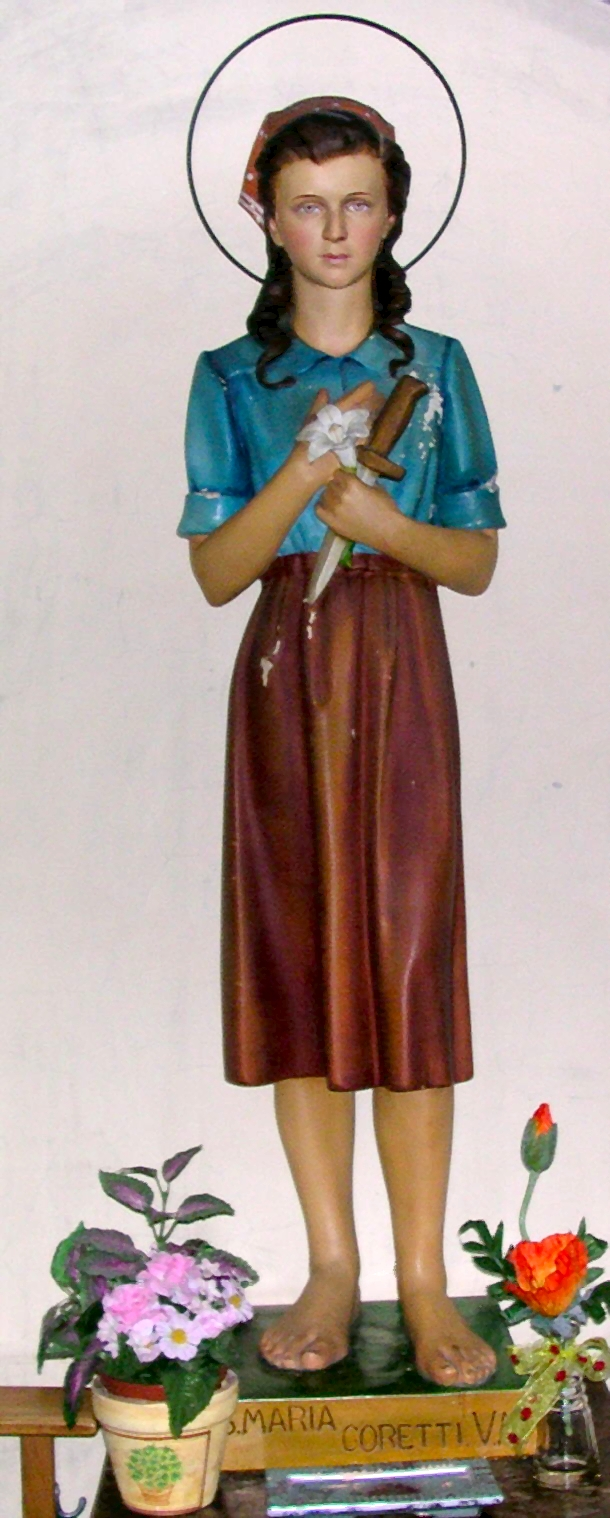
Statue der hl. Maria Goretti mit ihren Heiligenattributen in der Pfarrkirche St. Martin in Visé (Belgien)

Maria Goretti wurde anfangs von der italienischen Landbevölkerung verehrt. Am 27. April 1947 sprach Papst Pius XII. Maria Goretti selig. Ihr Mörder Alessandro Serenelli hatte als Zeuge im Seligsprechungsprozess ausgesagt. Die Heiligsprechung Maria Gorettis erfolgte am 24. Juni 1950 ebenfalls von Papst Pius XII. im Beisein von Marias Mutter bei einer Feier vor einer halben Million Gläubigen auf dem Petersplatz in Rom. Es war die erste Heiligsprechung, die auf dem Petersplatz stattfand.
„Wenn im Licht eines jeden Martyriums immer ein bitterer Kontrast mit dem Makel einer Ungerechtigkeit steht, so steckt hinter dem Martyrium von Maria Goretti ein Skandal, der zu Beginn dieses Jahrhunderts unerhört schien. Fast fünfzig Jahre später, inmitten der oft unzureichenden Reaktion der Guten, scheint sich die Unsitte verschworen zu haben; sie macht sich Bücher, Bilder, Schauspiele, Castings, Mode, Strände und Vereine zu Nutzen, um die Gesellschaft und die Familien zu untergraben, vor allem zum Schaden selbst des zartesten Kindesalters, zum Schaden derjenigen, die die natürlichen Lehrmeister der Tugend sind.“ (aus der Ansprache von Papst Pius XII. am 24. Juni 1950)
In seiner Botschaft an den Bischof von Albano anlässlich des hundertsten Todestages der hl. Maria Goretti führte Papst Johannes Paul II. aus, dass der Geist Gottes Maria Goretti den Mut verliehen habe, bis zum höchsten Opfer ihres Lebens der christlichen Berufung treu zu bleiben.
Maria Goretti wird in der Ikonographie dargestellt mit den Attributen der Jungfräulichkeit und des Martyriums (Lilie und Märtyrerpalme), zuweilen auch dem Attribut ihres Martyriums, dem Pfriem. 1951 wurde Maria Goretti Patronin der Marianischen Kongregationen. Ihr Gedenktag ist der 6. Juli. Ihr Grab befindet sich in der ihr geweihten Kirche in Nettuno südlich von Rom und wurde von den Päpsten Paul VI. und Johannes Paul II. aufgesucht.
Reliquien der Märtyrin befinden sich vor allem in zwei Kirchen: Eine größere Armreliquie ist im Besitz der Heimatstadt Corinaldo, wo sie in der Krypta der heiligen Maria Goretti zu sehen ist. Die Gebeine und das Haupt sind in Nettuno im Heiligtum Nostra Signora delle Grazie e Santa Maria Goretti zusammengefasst zu einem künstlichen Leib, der in einem gläsernen Ganzkörperreliquiar ruht. Die sichtbaren Teile des Körpers sind aus Wachs gebildet. Auch in die Altarmensa der Kirche in Brockdorf sind Reliquien der Heiligen eingelassen, ferner befinden sich Reliquien in der Wallfahrtskirche Mariä Geburt in Pettenhofen und in der Kapelle im Jugendtagungshaus Schloss Pfünz.
Brigitte Irrgang, die sich Maria Goretti als Firmpatronin gewählt hatte, fiel in ihrem 12. Lebensjahr ebenfalls einem Sexualmörder zum Opfer.

### Patrozinien

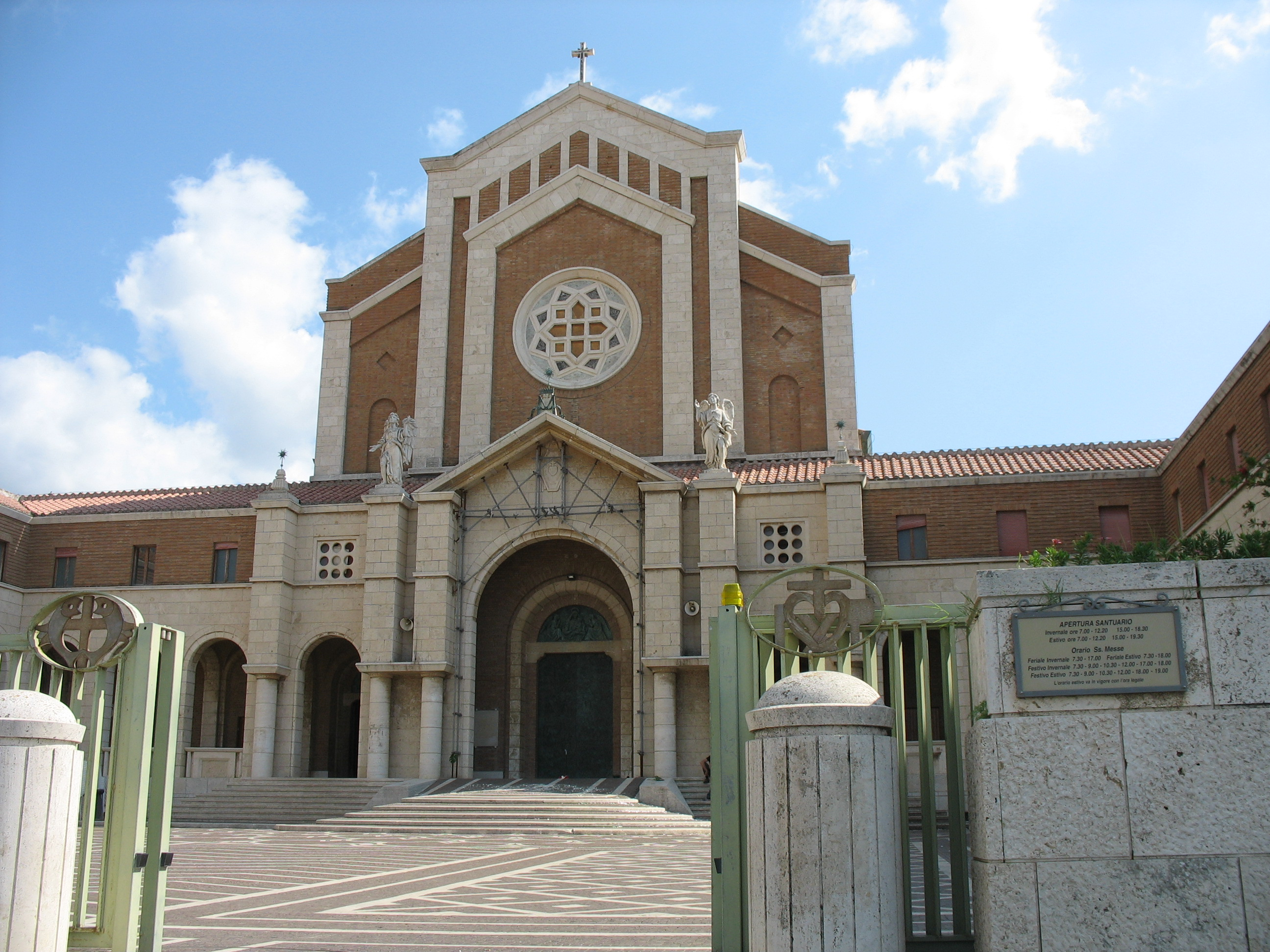
Santuario di Santa Maria Goretti in Nettuno

#### Deutschland
Maria Goretti sind in Deutschland verschiedene Kirchen und Kapellen geweiht, unter anderem in Biebesheim am Rhein, in Brockdorf und in Lippoldsberg.
Die 1953 geweihte St.-Maria-Goretti-Kirche in Schönberg wurde 1996 profaniert, die 1955 erbaute St.-Maria-Goretti-Kapelle in Loitz wurde 2013 geschlossen und inzwischen verkauft, und die 1977 geweihte St.-Maria-Goretti-Kirche in Meinersen wurde 2014 profaniert und 2015 abgerissen.

#### Österreich
In Wien-Donaustadt ist die Neukagraner Maria-Goretti-Kirche der Heiligen geweiht. Die Kirche wurde im Jahre 1959 nach den Plänen der Architekten Peter Czernin und Lukas Matthias Lang errichtet.

#### Belgien
In Belgien ist Gent Standort einer St. Maria Goretti-Kirche, im deutschsprachigen St. Vith gibt es eine Schule mit Internat namens Maria-Goretti-Schule.

#### Italien
Der heiligen Maria Goretti sind in Italien außer in Nettuno Kirchen in Rom, in Mormanno und in Fonteblanda geweiht.

#### Brasilien
Einen „Educandário Santa Maria Goretti“ findet man in Teresina.

#### Haiti
In Chambellan gibt es eine Schule St. Maria Goretti.

#### Kanada
Im Québecer Stadtbezirk Charlesbourg befindet sich die Kirche Ste. Maria Goretti.

#### Kolumbien
Die Universidad CESMAG (Centro de Estudios Superiores María Goretti) in Pasto wurde 1982 gegründet.

#### USA
In Long Beach im Bundesstaat Kalifornien gibt es die St. Maria Goretti Catholic School.

#### Peru
In Lima wurde ein „Collegio Santa Maria Goretti“ errichtet.

### Galerie

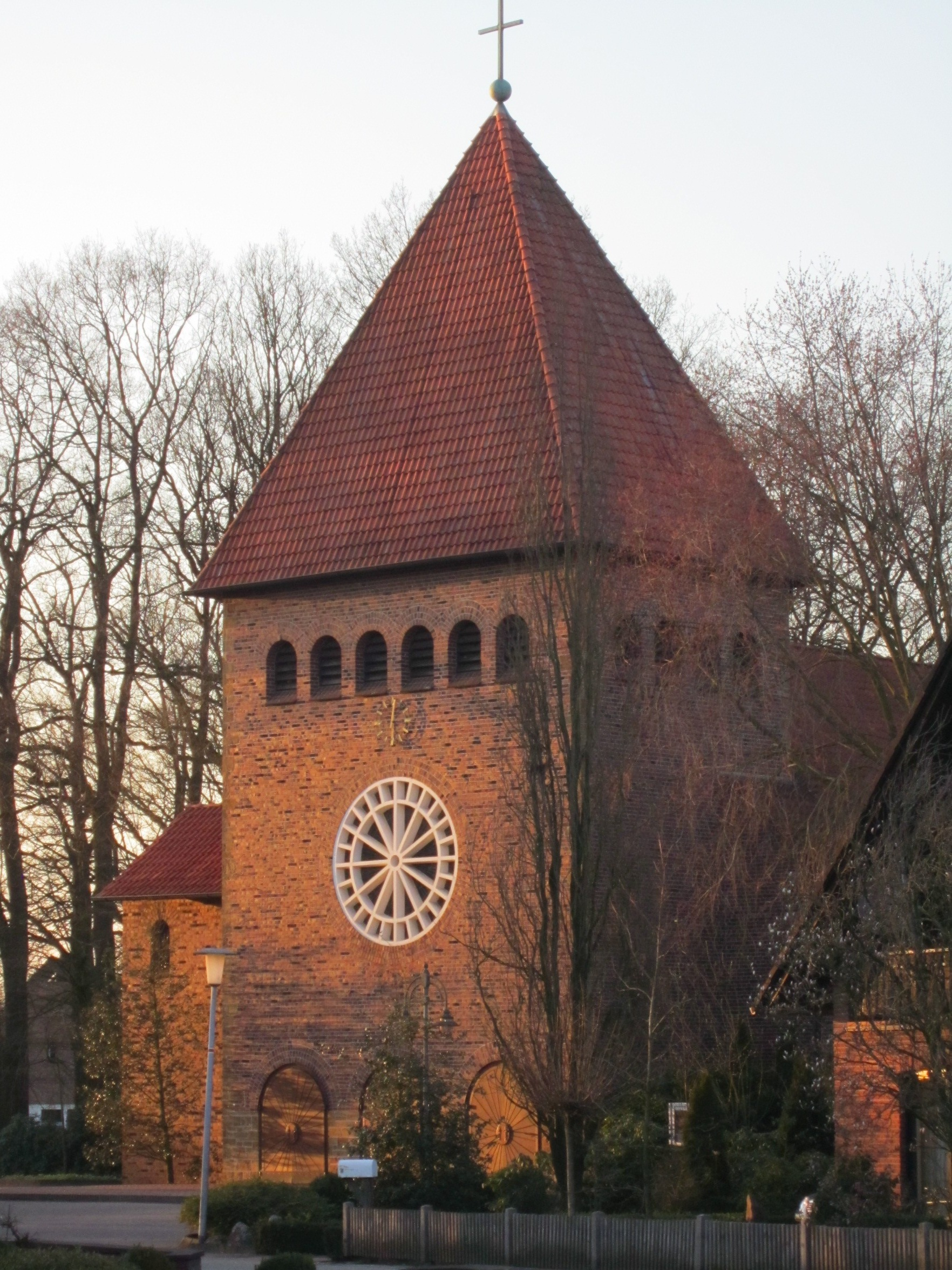
Brockdorf (Deutschland)
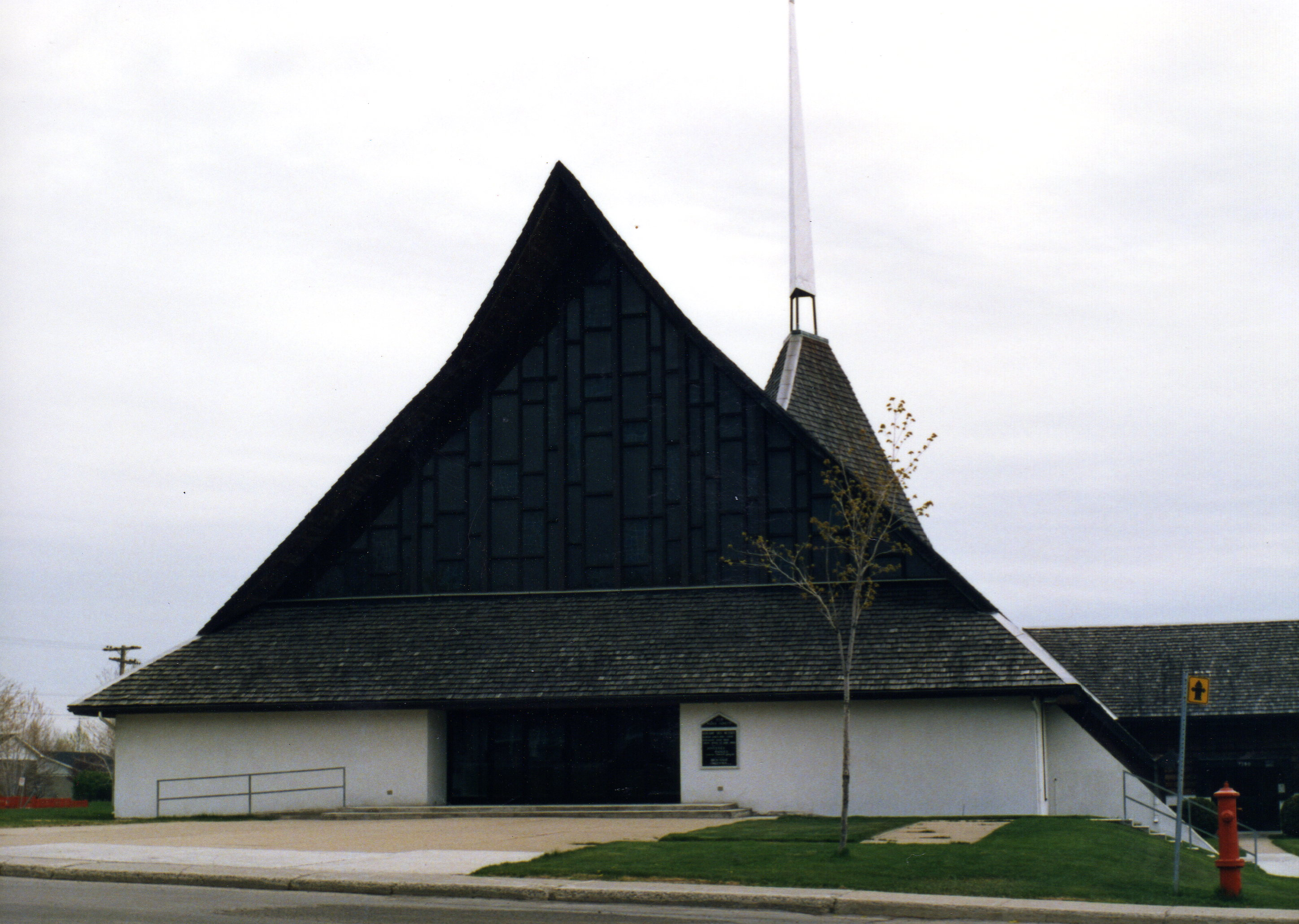
Charlesbourg (Kanada)
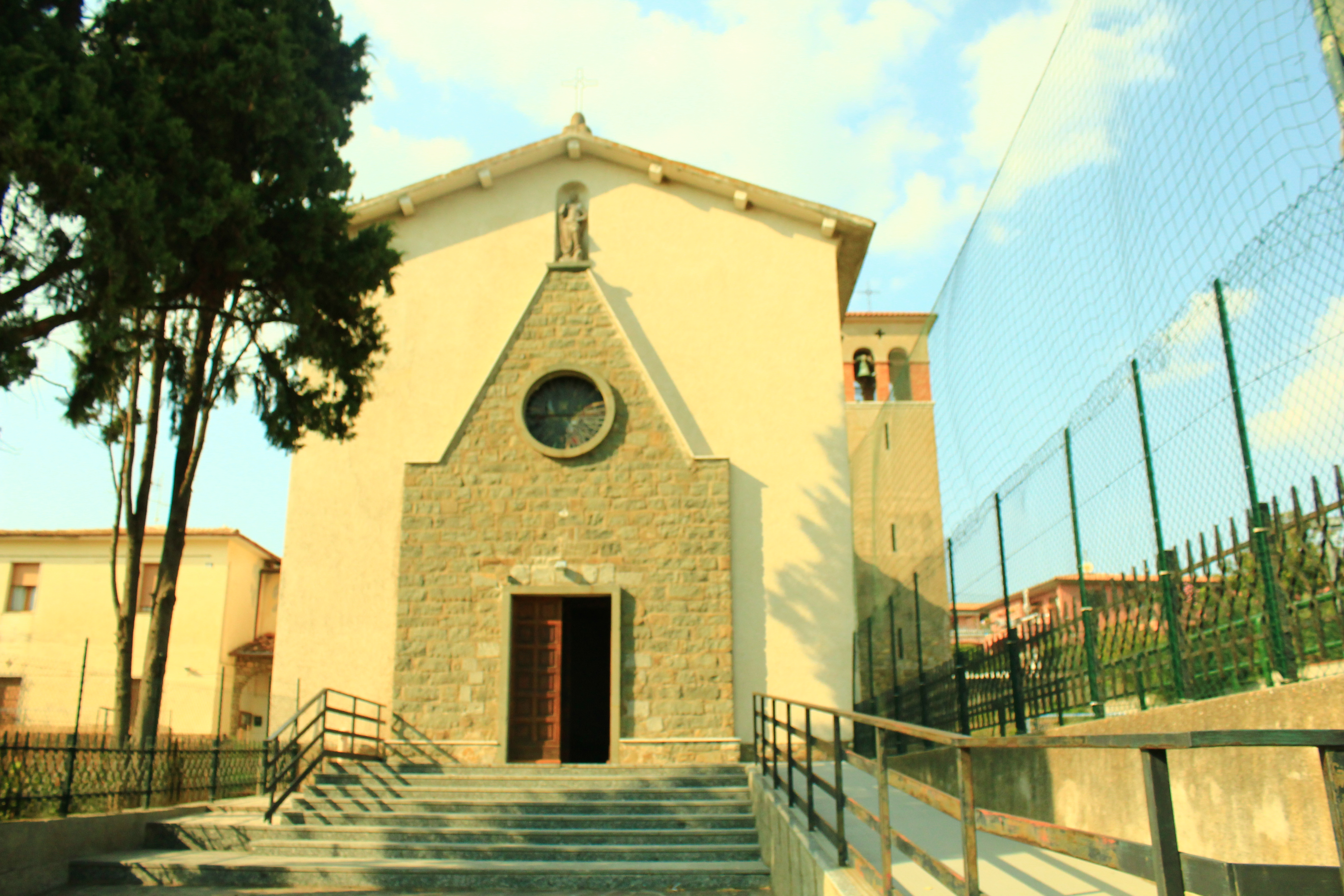
Fonteblanda (Italien)
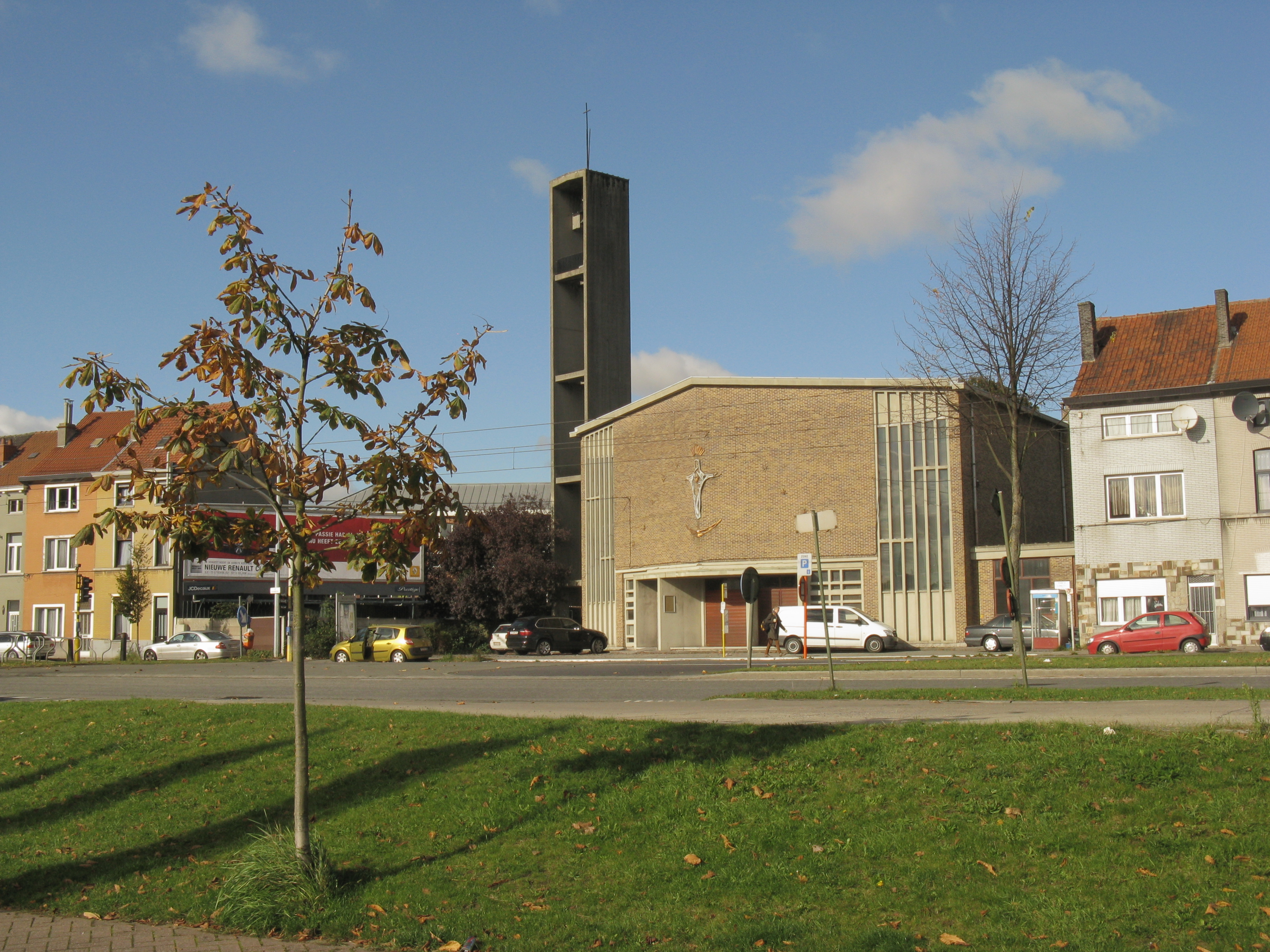
Gent (Belgien)
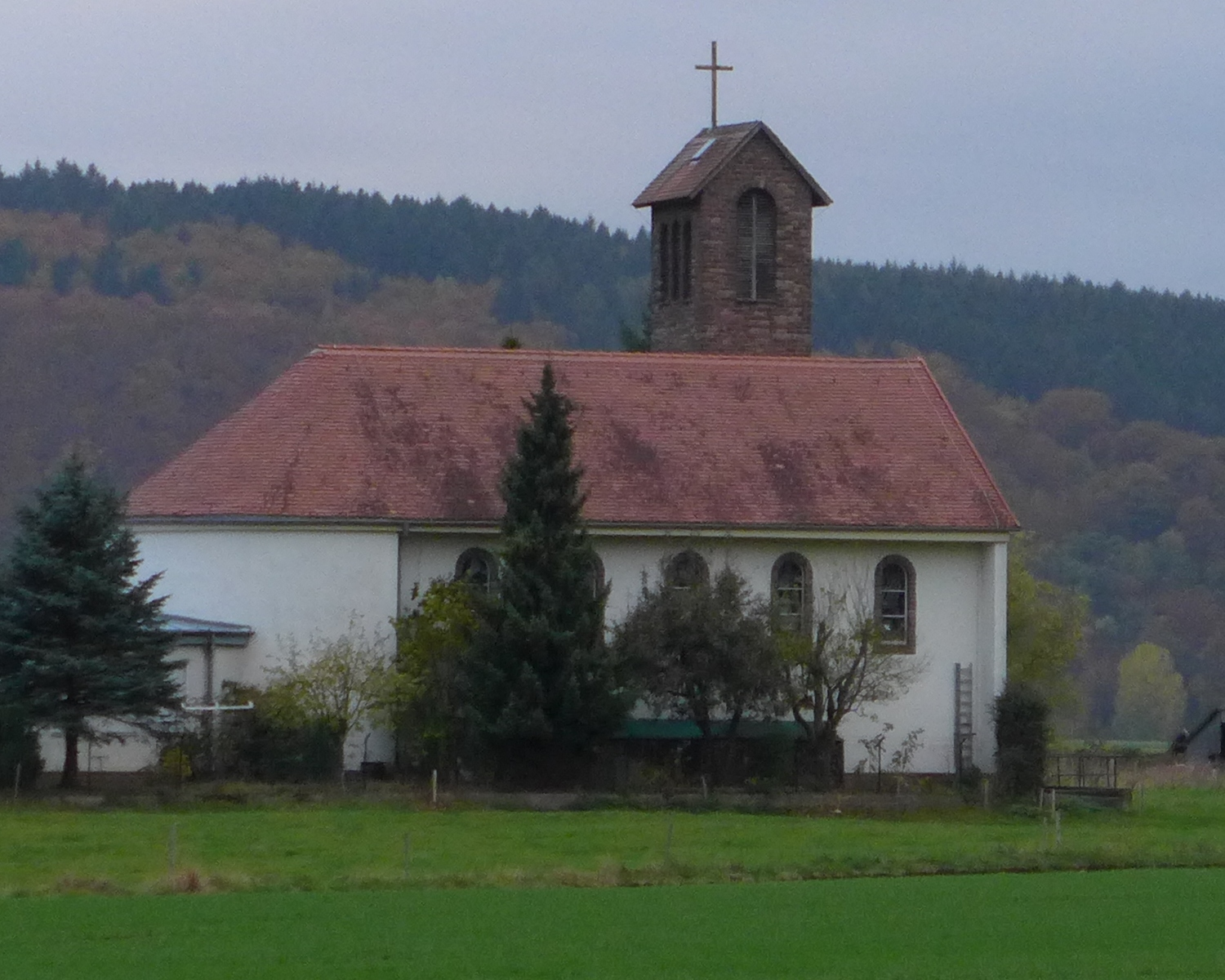
Lippoldsberg (Deutschland)
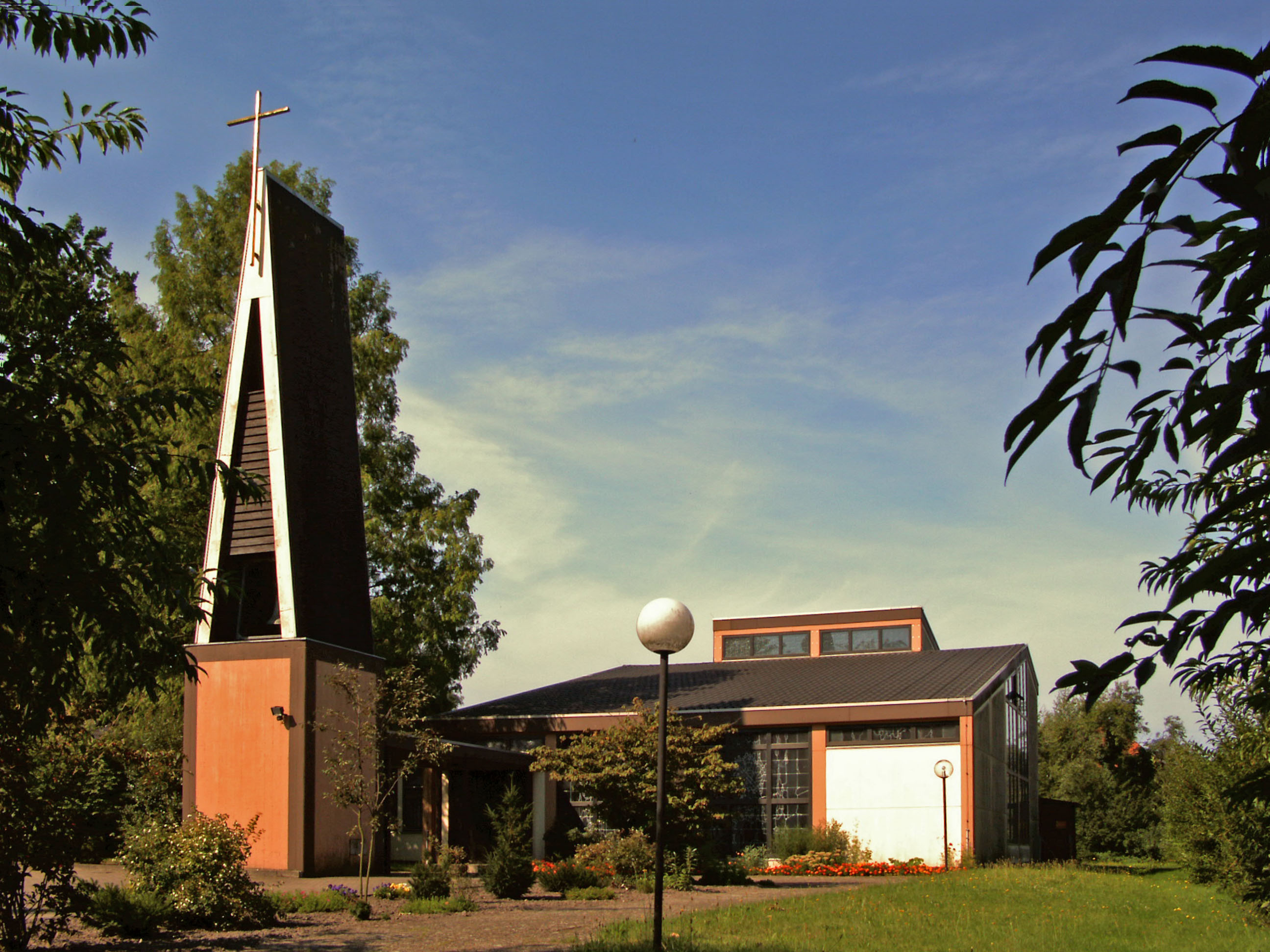
Meinersen (Deutschland)
Mormanno (Italien)
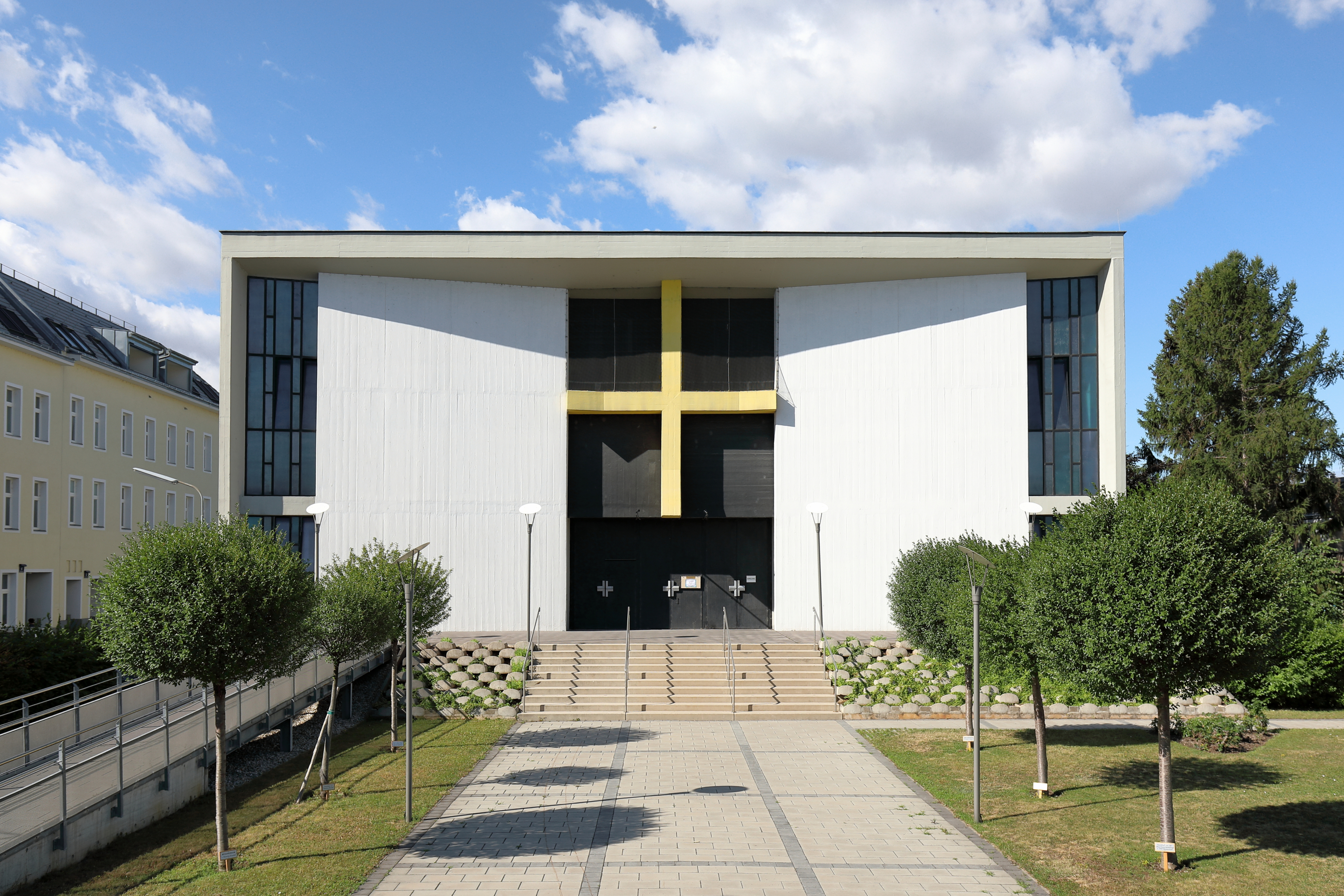
Neukagran (Österreich)
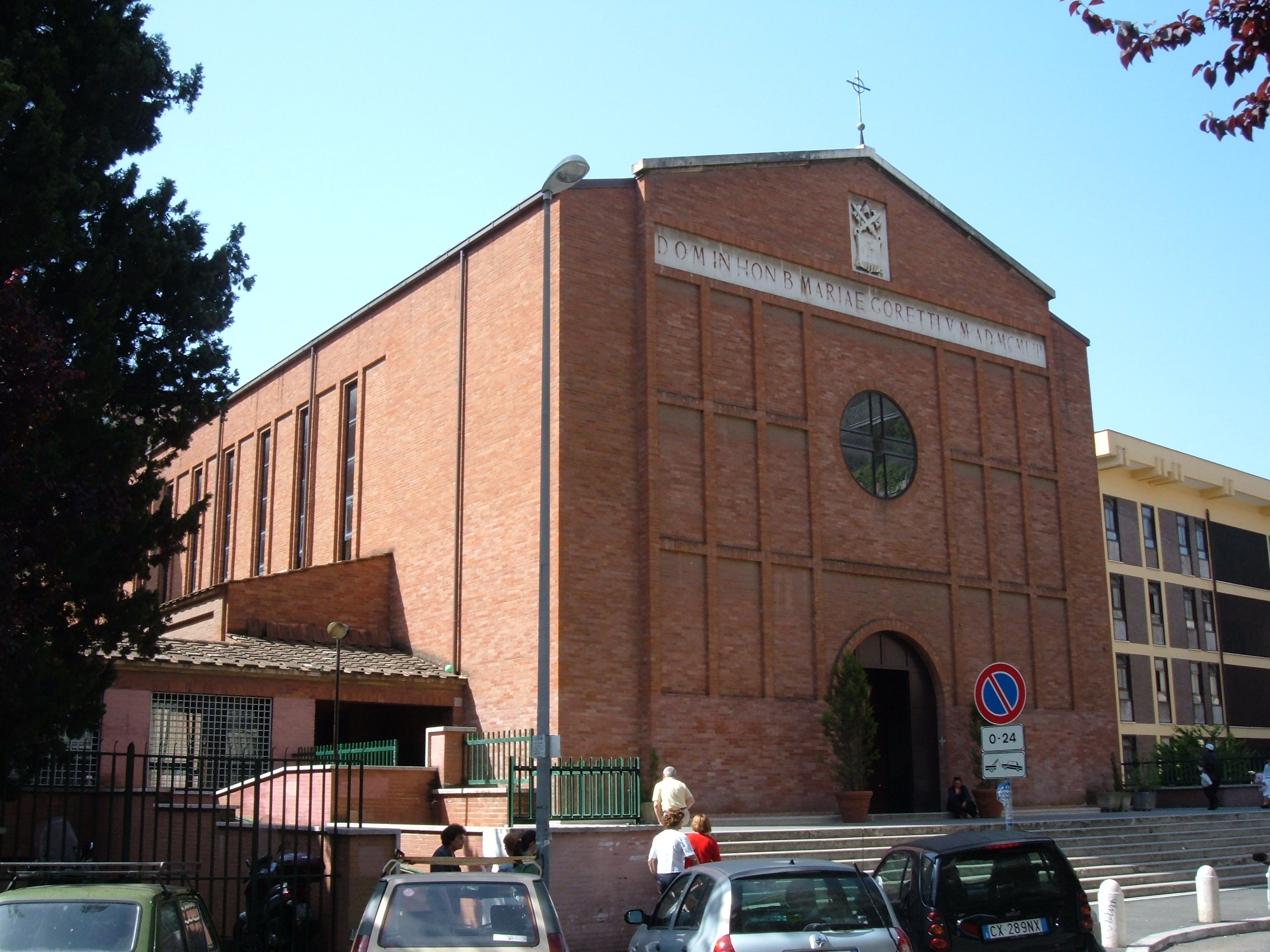
Rom (Italien)

## Kontroverse
1984 veröffentlichte der italienische Schriftsteller und Historiker Giordano Bruno Guerri das Buch Povera santa, povero assassino. La vera storia di Maria Goretti. Auf der Grundlage von Dokumenten des Strafverfahrens und des Heiligsprechungsprozesses wirft Guerri darin einen kritischen Blick auf die Kanonisierung Gorettis. Das Buch löste heftige Kontroversen in italienischen Medien aus. Am 5. Februar 1985 veröffentlichte eine von der Kongregation für das Heiligsprechungsverfahren eingesetzte Untersuchungskommission den Band A proposito di Maria Goretti. Santità e Canonizzazioni, in dem sie versuchte, Guerris Kritik zu entkräften. Guerri verklagte die Kommission wegen Verleumdung. Das Verfahren wurde jedoch eingestellt. Guerris Buch wurde im Januar 2021 im Mailänder Verlag Bompiani neu herausgegeben.

## Künstlerische Bearbeitungen

### Film
- 1949: Himmel über den Sümpfen. Regie: August Genina. Mit Ines Orsini, Giovanni Martella, Assunta Radico u. a.)
- 2003: Maria Goretti. Regie: Giulio Base. Mit Martina Pinto, Massimo Bonetti, Luisa Ranieri, Flavio Insinna, Claudia Koll u. a.)

### Musik
- 1953: Maria Goretti. Opéra radiophonique. Komponist: Marcel Delannoy

### Theater
- 1976: Ritratto di signora  del cavalier Masoch per intercessione della beata Maria Goretti. Autor: Carmelo Bene